# Schrumpfung (Boden)
Bei der Entwässerung eines Bodens, der durch Sedimentation im Wasser entstanden ist, tritt eine Volumenänderung auf, die als Schrumpfung bezeichnet wird. Besonders augenfällig wird die Schrumpfung bei Tonböden, Muddenböden und gelegentlich auch bei Schluffböden durch Bildung von Trocken- oder Schrumpfungsrissen.

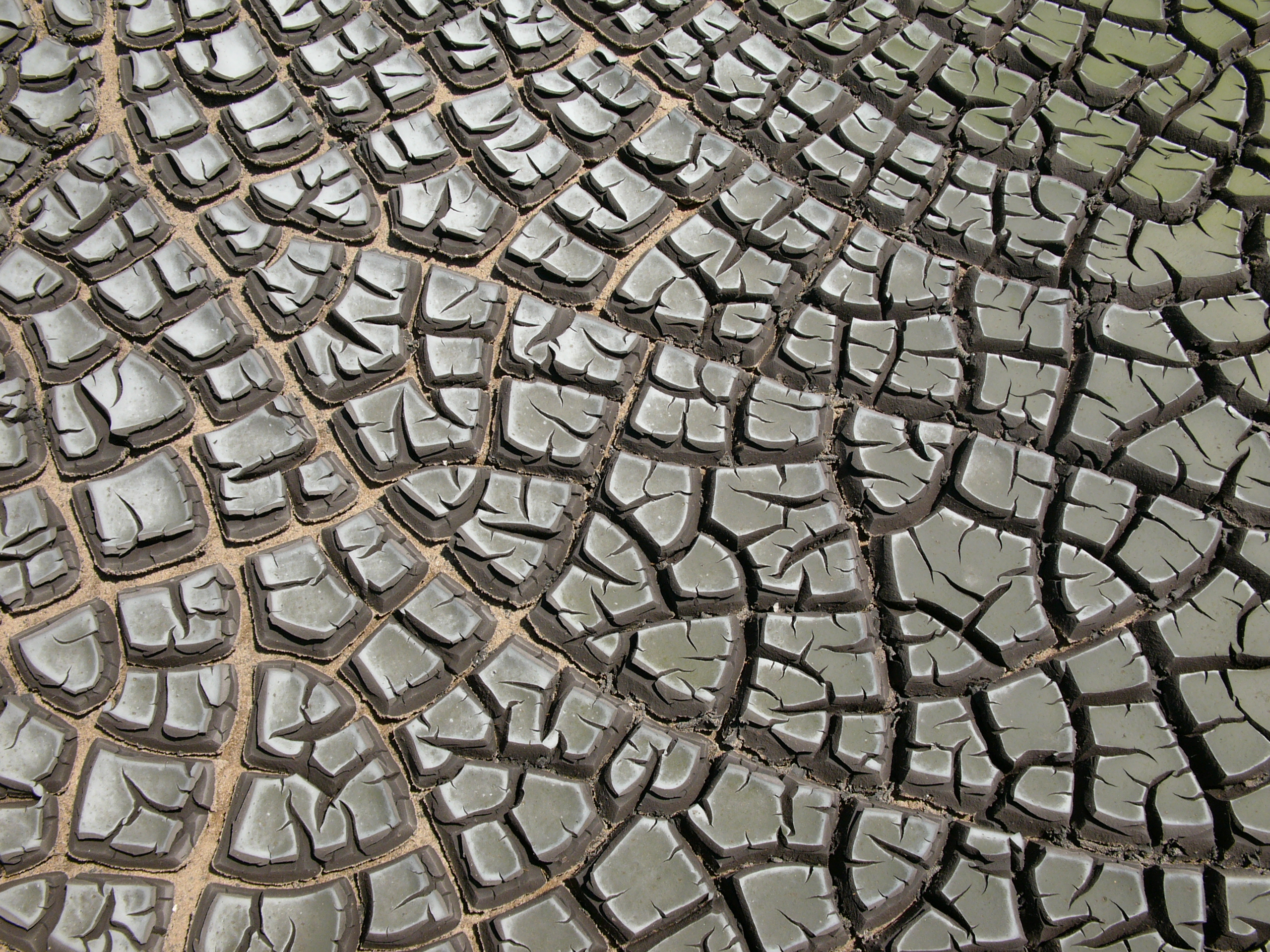
Trockenrisse im Klärschlamm

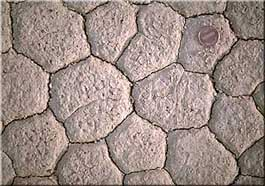
Trockenrisse in der Mojave-Wüste (Racetrack Playa) im Tal des Todes (Kalifornien)

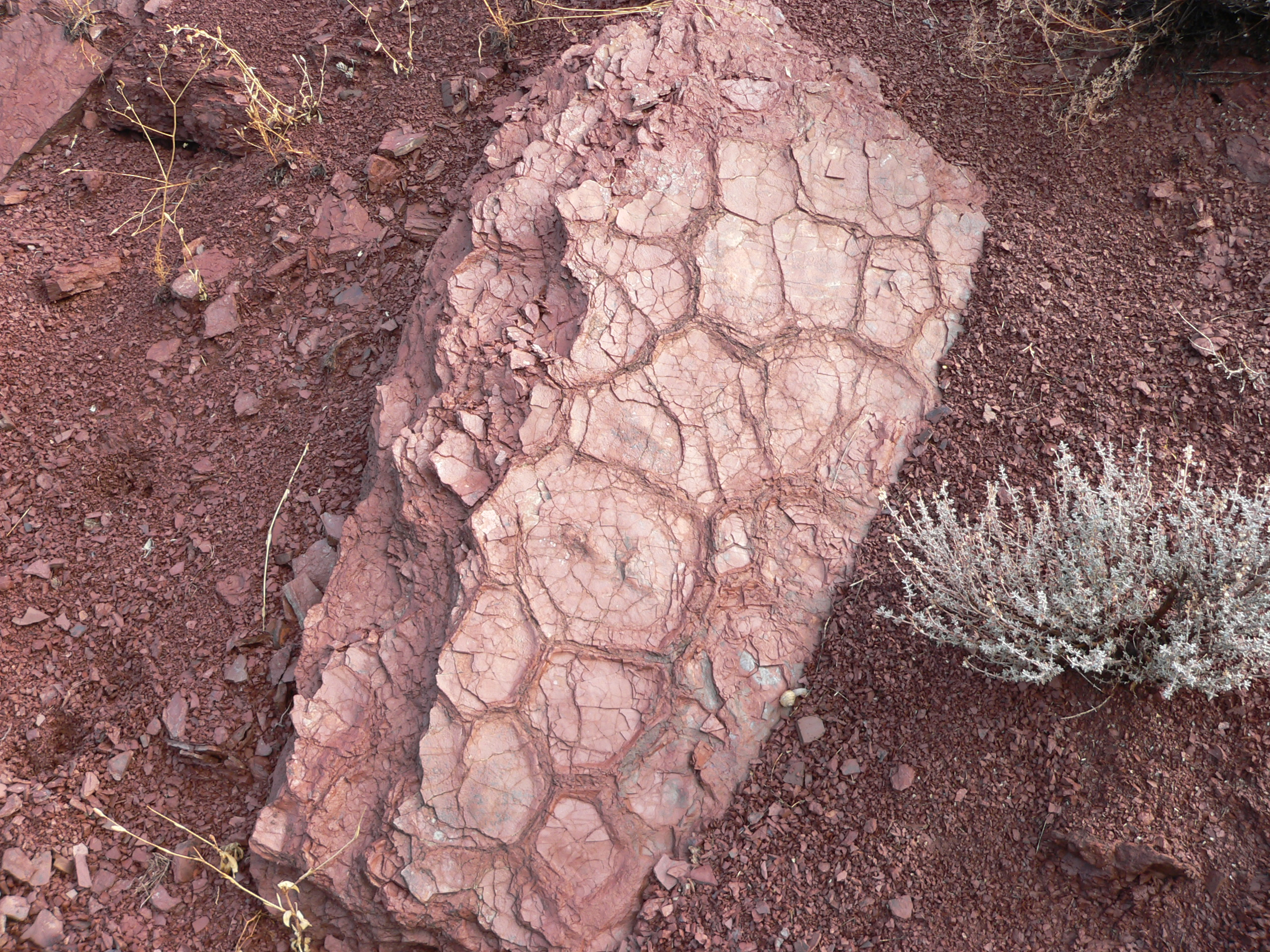
Fossile Trockenrisse im permischen Gestein

Die Schrumpfung eines Bodenpartikels wird, unabhängig von seinen stofflichen Eigenschaften, durch die Kraft der Oberflächenspannung des Wassers verursacht. Bei Raumtemperatur (20 °C) beträgt diese Kraft 72,75 mN/m und ist damit relativ hoch. Beim Austrocknen eines Bodens ergibt sich eine starke Tendenz zur Verkleinerung der Grenzflächen Wasser zu Luft, die zu einem Druckunterschied an der Grenzfläche und damit zu einem kapillaren Aufstieg von Wasser führt. Es bilden sich Menisken, deren Durchbiegung proportional zur Druckdifferenz ist; die Bodenteilchen werden zusammengezogen.
Der Druckunterschied am Meniskus, und damit die Kraft zum Schrumpfen, ist dabei umso größer, je kleiner der Kapillardurchmesser ist (→ Bodenwasserspannung). Daher sind in feinkörnigen Böden, besonders bei feinporiger Beschaffenheit, die Schrumpfungsvorgänge besonders stark ausgeprägt, es entstehen Trockenrisse.